# いただき勘兵衛 旅を行く
『いただき勘兵衛 旅を行く』（いただきかんべえ たびをいく）は、NETテレビ（現･テレビ朝日）系列にて1973年10月4日から1974年3月28日まで毎週木曜夜8時からの1時間枠で放映された東映制作のテレビ時代劇。全24話。

## 概要
『素浪人 月影兵庫』（1965年〜1968年）、『素浪人 花山大吉』（1969年〜1970年）、『素浪人 天下太平』（1973年4月〜9月）に続く、近衛十四郎主演シリーズ第4作目にして最終作。
元・直参の大番組頭でありながら大酒飲みで喧嘩好きのはみだし者・月田勘兵衛（近衛十四郎）が、江戸幕府大目付の土井正篤（山形勲）より諸国を廻る隠密巡察使に任命される。その勘兵衛の酒好きと勤務態度に不安を感じた土井は目黒祐樹演じる与力の有賀透三（読みは「ありが・とうぞう」）に勘兵衛の監視役を命じ、有賀は『旅がらすの仙太』と名乗り、渡世人に変装して自分の素性を隠しながら勘兵衛の旅に同行する。同時に土井は勘兵衛の金使いを監視させる目的で町娘・お紺（江夏夕子）も同行させ、三人は旅をしながら諸国の悪を退治していく。ボロボロの僧の身なりで三人からは『貧乏神』と呼ばれ、三人の勤務態度と成果を江戸の土井に手紙で知らせる監視役の公儀お庭番・真庭仙太（吉田義夫）が、勘兵衛たちの後を尾行する。
近衛十四郎とその次男・目黒祐樹の親子共演が話題となり、第12話には近衛の長男・松方弘樹もゲスト出演、親子3人のテレビ共演が実現した。また今作で共演した目黒祐樹と江夏夕子は、1979年に結婚した。
前作『素浪人 天下太平』で再開となった素浪人シリーズだったが、品川隆二との絶妙な掛け合いが人気だった全盛期の勢いを取り戻す事はできず、近衛自身も「愛着はあるが進歩が無い」とコミカルな路線からの卒業を申し入れたことから、『天下太平』同様、予定通りの2クールで終了し最終作となった。
なお本作を以てNET木曜夜8時枠の時代劇は一旦中断、次にこの枠で時代劇が放送されるのは、1年半後の1975年10月2日開始の『遠山の金さん』（杉良太郎主演版第1シリーズ）からである。
近畿広域圏では、当時系列局だった毎日放送が本番組の時間帯で東京12チャンネルからのネットにより『日米対抗ローラーゲーム』を放送したため、独立局のサンテレビ・近畿放送で放送された。
広島ホームテレビでは、本来の時間帯に日本テレビから『木曜スペシャル』を同時ネットしていたため、金曜16:05 - 17:00に遅れネットで放送していた。
宮城県では、宮城テレビがNET系と日本テレビ系とのクロスネット局だった関係で編成から外れ、フジテレビ系列の仙台放送にて1年遅れで月曜23:20 - 24:15に放送していた。

## キャスト
- 月田勘兵衛：近衛十四郎

通称「はみだし勘兵衛」。撫で付け髪に、三日月模様と勘の字を合わせた紋のグレーの着物に茶色の袴、手には扇と胡桃を持っている。江戸で酒と喧嘩に明け暮れる毎日を送っていたが、土井正篤から隠密巡察使に任命される。禁酒と聞かされ、断ろうとするも逆に甲府勤番勤めを選ばなければならず、しぶしぶ隠密巡察使として旅に出る。筋金入りの酒好きで、仙太・お紺からは酒のある所に転がることから「酒樽」と揶揄される。酒に毒が盛られたことに気づくほど、嗅覚が敏感。幼少期に、黒い袈裟の坊主に誘拐されたトラウマから坊主恐怖症で、見れば酒を呑んでいようと一目散に逃げ出してしまう。
- 仙太（有賀透三）：目黒祐樹

渡世人。その正体は、宗門改方与力・有賀透三。勘兵衛がすぐに禁酒を破り、「酒を呑まない真面目で品行方正」と評判で採用されるが、実は筋金入りの女たらしであることが旅立ってすぐに発覚する。美女を見ると、すぐに鼻の下を伸ばしてデレデレするのが毎回のお約束（たまに妄想したりもする）。本人は、勘兵衛にバレないつもりで渡世人として近づいたが、あっさりと土井正篤の使者だと見破られてしまう。酒を呑まない、というより呑めないに近く、甘党で団子や饅頭を好む。戦法は、始めに石を包んだ手ぬぐいで殴り、後から鞘に巻きつけてから長ドスで斬るのがパターン。
- お紺：江夏夕子

財布を管理する町娘。「まぁ、どぉ～だろう」が口癖。仙太同様、酒は呑めない。
- 貧乏神：吉田義夫

旅の僧侶。穴だらけの饅頭傘に黒い袈裟、手には錫杖を持ち、ボロボロの汚れた身なりをしているが、その正体は公儀お庭番・真庭仙太。仙太（有賀透三）が筋金入りの女たらしと発覚し、すぐに土井正篤の命を受け一行の後を追う。以後、お目付役として勘兵衛・仙太・お紺の活躍を報告書に書いて、エンディングを閉めるのが毎回のお約束。神出鬼没で、勘兵衛が酒を呑もうものなら、何処からともなく青い顔をして現れる。報告書を書く時以外は、基本的に一切話さない。坊主恐怖症の勘兵衛にとって、酒を呑ませない最も効果があるが、女たらしの仙太にはまったく効果がない。

## スタッフ
- プロデューサー：上月信二（NET）、杉井進（東映）、宮川輝水（東映）
- 脚本：森田新、松村正温、飛鳥ひろし、高橋稔
- 音楽：秋元薫 ※1964年生まれの同姓同名の音楽家・秋元薫とは別人
- 演奏：M.C.S
- 撮影：平山善樹、柾木兵一、木村誠司、安達重穂、鈴木重平、森常次、羽田辰治
- 録音：田中峯生、高井唯夫、墨関治、諸熊秀喜
- 照明：佐々木政一、松井薫、椹木儀一、佐々木政一、林春海、宇野増太郎、藤井光春
- 美術：塚本隆治、中島哲二、寺島孝男、宇佐美亮
- 編集：島村智之、鳥居勉
- 整音：草川石文、山根定男
- 計測：佐賀彰、長谷川武次、宮川俊夫、山元豊、水島淳一、山口鉄雄
- 記録：平井宇津江、竹田ひろ子、篠敦子、満尾敦子、牛田二三子、長岡君枝、野崎八重子、石田芳子
- 衣裳：上野徳三郎、工藤昭
- 美粧：林三郎、河田福司、杉本勢一
- 結髪：浜崎喜美江、河野節子、水巻春江
- 装置：曽根美装
- 装飾：清原和雄
- 助監督：岡本静雄、古市真也、久郷久雄、内沢豊、福井司、太田雅章、上杉尚祺、尾田耕太郎、津島勝、西垣吉春、曽根勇
- 擬斗：土井淳之祐（東映剣会）
- 演技事務：川高敏夫、中久保昇三、上ノ山敏
- 進行主任：藤野清
- 現像：東洋現像所
- 監督：井沢雅彦、倉田準二、小野登
- 制作：NET、東映

## 放映リスト（サブタイトルリスト）
| 話数 | サブタイトル               | 放送日         | 脚本       | 監督     | ゲスト出演者 |
| ---- | -------------------------- | -------------- | ---------- | -------- | --- |
| 1    | 神も仏もあったとさ         | 1973年 10月4日 | 森田新     | 井沢雅彦 | 桑山正一(秋山図書)、佐山俊二(三太夫)、永井柳太郎(平助)、五味竜太郎(伝造)、浜伸二(常次郎）、池田幸路(君春)、永野達雄(助五郎)、伝法三千雄、有島淳平、小島恵子、岡嶋艶子、大月正太郎、大城泰、島田秀雄、太田優子、楠三千代、林三恵、前川良三、白川浩三郎、山形勲(土井正篤) |
| 2    | 末期の酒は旨いとさ         | 10月11日       | 森田新     | 倉田準二 | 戸上城太郎(古江武太夫)、千葉敏郎(溝部）、雲井三郎(畠中兵ヱ)、堀正夫(稲葉屋)、国一太郎(木谷）、野崎善彦(呉作)、八代郷子、柴田和子、熊谷武、南原宏治(酒泉与五郎) |
| 3    | 花も実もない奴だとさ       | 10月18日       | 松村正温   | 小野登   | 須賀不二夫(藤村)、坂口徹(伊作)、村上冬樹(呉兵ヱ)、畠山麦(鹿八)、中田喜子(おくみ)、楠本健二(馬崎)、有川正治、日高久、新海なつ、唐沢民賢、松田利夫、富永佳代子、広瀬登美子、春藤真澄、磯野洋子(お花)                                                                      |
| 4    | 狂った花が咲いたとさ       | 10月25日       | 森田新     | 井沢雅彦 | 菊容子(おさわ)、佐藤京一(依田伊十郎)、石川進(源太)、柳川清(伍平)、北見唯一(文兵ヱ)、表淳夫、大江光、中山昭二(田崎治右ヱ門) |
| 5    | 小判の夢が散ったとさ       | 11月1日        | 森田新     | 小野登   | 田中浩(矢吹鉄心)、永田光男(宮原頼母)、阿波地大輔(五十嵐)、加賀瓜芳和(松吉)、飯田覚三(与吉)、伊藤るり子(早苗)、志賀勝、笹木俊志、矢奈木邦二郎、小池朝雄(山部文之進) |
| 6    | 錆びた十手が泣いたとさ     | 11月8日        | 松村正温   | 倉田準二 | 原健策(与平)、谷口完(渡海屋)、金井由美(おれん)、野口貴史(定吉)、宍戸大全(犬神才蔵)、宮城幸生、森源太郎、元長摂、佐藤好将、待田京介(銀造） |
| 7    | 鬼も涙の夜だとさ           | 11月15日       | 森田新     | 井沢雅彦 | 六本木誠(坂部定信)、田中弘史(有馬)、東三千(雪乃)、滝譲二、松島和子、市川裕二、水島道太郎(柴垣次郎左ヱ門) |
| 8    | 諸行無常の風だとさ         | 11月29日       | 松村正温   | 井沢雅彦 | 川辺久造(梶村左ヱ門)、藤尾純(猪田の盛助)、武周暢(常造)、西田良(猫松)、森章二(木崎)、丘路千、千代田進一、有島淳平、星野美恵子、池田弘美、坂本香、有吉ひとみ(おけい) |
| 9    | 医は仁術が仇だとさ         | 12月6日        | 森田新     | 倉田準二 | 上野山功一(上田重太夫）、浜田雄史(江原三蔵)、河津清三郎(榊原妥女)、笹吾朗(呉作)、鳴尾よね子(仲居)、邦保(茂作)、藤川弘、松田春子、京町一代、水原麻記(おさよ） |
| 10   | 埋蔵金は夢だとさ           | 12月13日       | 森田新     | 小野登   | 水上竜子(お島)、三角八郎(清七)、高桐真(佐野民部)、守田学哉(村越)、山村弘(弥吉)、重久剛(番頭)、鈴木康弘(岡村)、野村鬼笑、林三恵、富永佳代子、工藤堅太郎(源次) |
| 11   | 天も許さぬ奴だとさ         | 12月20日       | 松村正温   | 井沢雅彦 | 荒木雅子(しの)、江幡高志(岡造)、楠本健二(笹崎)、原聖四郎(松木屋)、大月正太郎(九鬼又一郎)、熊谷武(居酒屋亭主）、那須伸太朗、丸平峰子、伊玖野暎子、和田昌也、神田隆(矢田修理亮)                                                                                           |
| 12   | 非道無残の果てだとさ       | 12月27日       | 森田新     | 井沢雅彦 | 山岡徹也(寺尾但馬守)、中村孝雄(中江民部)、有川正治(沖山)、近江輝子(老女)、川浪公次郎(古沢)、島田秀雄、坂本高章、遠山金次郎、海老江寛(彦作)、酒井靖乃(お光)、松方弘樹(宮部一馬)                                                                                          |
| 13   | 血気が一気に消えたとさ     | 1974年 1月10日 | 森田新     | 倉田準二 | 吉岡ゆり(菊乃)、坂口徹(坂口源之進)、小柳圭子(おかね)、出水憲司(脇村)、佐々木孝丸(岡崎彦右ヱ門、半左ェ門)、五十嵐義弘、美樹博、由井恵三、森敏光、小林昭二(塚田刑部) |
| 14   | 霧が晴れたら春だとさ       | 1月17日        | 森田新     | 小野登   | 美川陽一郎(池谷監物)、戸部夕子(お愛の方)、四方正美(お君)、中村錦司(慈雲)、国一太郎(木崎)、真木祥次郎(了覚)、木谷邦臣、熊谷武、赤松志乃武、倉岡伸太朗(稲見但馬守) |
| 15   | 捕らぬ狸の夢だとさ         | 1月24日        | 松村正温   | 井沢雅彦 | 成瀬昌彦(堀田源内)、加藤春哉(芋助)、酒井哲(熊五郎)、丘路千(尼野)、阿波地大輔(伊谷）、国田栄弥、田中弘史、森章二、三田雅美、岡本健、岡本崇、国景子(お銀)、有崎由見子(おてる)、                                                                                           |
| 16   | 無法は通さぬ道だとさ       | 1月31日        | 森田新     | 井沢雅彦 | 中村英子(お京)、藤岡重慶(小掛四十郎)、永井秀明(中井将監)、浜伸二(園部)、徳田実(松吉)、土橋勇、古閑達則、矢奈木邦二郎、那須伸太朗、岡嶋艶子、美川玲子、矢部義則、亀石征一郎(伊島の半五郎)                                                                                |
| 17   | たまにはいい日もあったとさ | 2月7日         | 飛鳥ひろし | 小野登   | 見明凡太郎(青柳三左ヱ門)、北原義郎（二階堂玄蕃)、不破潤(久保源之助)、山口幸生(高木兵部)、鈴木康弘、日高久、田中圭介、宮川龍児、山口朱実、西康一、藤山良、伊藤るり子(おふね)                                                                                             |
| 18   | 手折っちゃならない花だとさ | 2月14日        | 森田新     | 小野登   | 野口元夫(伊丹屋重兵ヱ)、小林勝彦(橋田孫四郎)、小野川公三郎(佐吉)、波田久夫(三輪文之進)、有川正治(吉峰)、有島淳平(倉持)、宮城幸生、壬生新太郎、なかつかかずよ、赤座美代子(お藤)                                                                                          |
| 19   | 空屋に花が咲いたとさ       | 2月21日        | 高橋稔     | 井沢雅彦 | 石山律(伊之助)、土屋靖雄(鮒吉)、福山象三(不動の栄五郎)、杉山昌三九(黒沼精一郎)、玉生司郎(丑蔵)、武田てい子(お米)、伝法三千雄(源八)、道井和仁(三吉)、淡路康、江原政一、光川環世(お波)                                                                                    |
| 20   | 仮寝の夢に泣いたとさ       | 2月28日        | 森田新     | 井沢雅彦 | 島田順司(田宮文之進)、大村文武(榊原一鉄)、千葉敏郎(吉岡)、浜田雄史(宮田)、五十嵐義弘(千葉)、滝譲二(古谷)、下元年世、森秀人、島田秀雄、泉春子、青柳三枝子(志乃) |
| 21   | 雨のあしたは晴だとさ       | 3月7日         | 松村正温   | 小野登   | 川島育恵(おさと)、横光勝彦(村井小次郎)、伊達三郎(宇津源左ヱ門)、南祐輔(佐倉甚内)、海老江寛(卯平)、西田良(弥平次)、田畑猛雄(袴田)、北原将光（旅篭主人）、松田利夫、藤本秀夫、木谷邦臣、中山昭二(田坂玄蕃)                                                                |
| 22   | ご落胤が仇だとさ           | 3月14日        | 森田新     | 小野登   | 戸上城太郎(蔭山伊左ヱ門)、有馬昌彦(堀田三左ヱ門)、田中浩(宮井将監)、阿波地大輔(佐川甚内)、松島和子(お春)、出水憲司(西野)、八代郷子(お君)、川浪公次郎(吉村）、村田玉郎、長良俊一、山田光子、森源太郎、瞳順子(お鶴)                                                       |
| 23   | どちらを向いても敵だとさ   | 3月21日        | 森田新     | 倉田準二 | 八木孝子(菊乃)、綾川香(高遠淡路守)、武周暢(山辺)、森祐介(辰馬)、岡田千代(さと)、田中弘史(川瀬)、日高久(茶店親爺)、野上哲也(的場)、熊谷武、木谷邦臣、渡辺百合、小庄義明、深江章喜(奥村彦右ヱ門)、蜷川幸雄(沢田孫四郎)                                                    |
| 24   | 日本晴れの朝だとさ         | 3月28日        | 森田新     | 倉田準二 | 大丸二郎(田坂文之進)、小野恵子(雪姫)、上野山功一(青地玄蕃)、楠本健二(酒井兵馬)、松田明、柳原久仁夫、高並功、司京子、有島淳平、由井恵三、永井秀明(有沢刑部)、和田一壮(又一郎)                                                                                            |

## 主題歌
- オープニング曲：『はみだし野郎の唄』（作詞：川野知介、作曲：秋元薫、編曲：広瀬雅一、唄：目黒祐樹）
- エンディング曲：『仙太まつり旅』（作詞：川野知介、作曲：秋元薫、編曲：高田弘、唄：目黒祐樹）

以上は、番組のオープニングに映るクレジット。
CBSソニーから発売されたシングルレコード『はみだし野郎の唄/仙太まつり旅』では、『はみだし野郎の唄』の作曲は「秋本薫」、『仙太まつり旅』の作曲は「佐伯一郎」になっている。

## 再放送
放送局は多数あり、2023年現在初放映から50年になります。
再放送を全部書くのは不可能を思われるので、ここには書かないものとします。

## ネット配信
- 2023年4月3日からYouTube「東映時代劇YouTube」の「据置枠」で、第1・2話が常時無料配信されている。